# Asthenes sclateri
Asthenes sclateri là một loài chim trong họ Furnariidae.